# Edsbergs, Grimstens och Hardemo häraders valkrets
Edsbergs, Grimstens och Hardemo häraders valkrets (i valen 1866–1869 Edsbergs, Lekebergs, Grimstens och Hardemo häraders valkrets) var i riksdagsvalen till andra kammaren 1866–1908 en egen valkrets med ett mandat. Valkretsen, som alltså motsvarade Edsbergs (samt Lekebergs härad före inkorporeringen i Edsbergs härad), Grimstens och Hardemo härader, avskaffades vid införandet av proportionellt valsystem inför valet 1911 och uppgick i Örebro läns södra valkrets.

## Riksdagsmän
- Olof Hedengren, lmp (1867–1870)
- Johan Edström (1871–1875)
- Axel Bågenholm (1876–1878)
- Eric Ericsson (1879–1884)
- Lars Fredrik Odell, lmp 1887, nya lmp 1888–1893 (1885–1893)
- Olof Erikson, gamla lmp 1894, lmp 1895, vilde 1896 (1894–1896)
- Edvard Hedin, lmp (1897–1902)
- Olof Erikson, lib s (1903–1911)

## Valresultat

### 1893
| Andrakammarvalet i Sverige 1893: Edsbergs, Grimstens och Hardemo häraders valkrets | Andrakammarvalet i Sverige 1893: Edsbergs, Grimstens och Hardemo häraders valkrets | Andrakammarvalet i Sverige 1893: Edsbergs, Grimstens och Hardemo häraders valkrets | Andrakammarvalet i Sverige 1893: Edsbergs, Grimstens och Hardemo häraders valkrets | Andrakammarvalet i Sverige 1893: Edsbergs, Grimstens och Hardemo häraders valkrets |
| Kandidat                                                                           | Kandidat                                                                           | Röster                                                                             | Röster                                                                             | Röster                                                                             |
| Kandidat                                                                           | Kandidat                                                                           | Antal                                                                              | %                                                                                  | +− %                                                                               |
| ---------------------------------------------------------------------------------- | ---------------------------------------------------------------------------------- | ---------------------------------------------------------------------------------- | ---------------------------------------------------------------------------------- | ---------------------------------------------------------------------------------- |
|                                                                                    | Olof Erikson                                                                       | 422                                                                                | 43,5                                                                               |                                                                                    |
|                                                                                    | Lars Fredrik Odell                                                                 | 337                                                                                | 34,7                                                                               |                                                                                    |
|                                                                                    | Per Nilsson (prot.)                                                                | 211                                                                                | 21,7                                                                               |                                                                                    |
|                                                                                    | Övriga kandidater                                                                  | 1                                                                                  | 0,1                                                                                |                                                                                    |
| Antal giltiga röster                                                               | Antal giltiga röster                                                               | 971                                                                                |                                                                                    |                                                                                    |
| Kasserade röster                                                                   | Kasserade röster                                                                   | 2                                                                                  |                                                                                    |                                                                                    |
| Totalt                                                                             | Totalt                                                                             | 973                                                                                |                                                                                    |                                                                                    |

- Valdeltagandet var 78,5%.

### 1896
| Andrakammarvalet i Sverige 1896: Edsbergs, Grimstens och Hardemo häraders valkrets | Andrakammarvalet i Sverige 1896: Edsbergs, Grimstens och Hardemo häraders valkrets | Andrakammarvalet i Sverige 1896: Edsbergs, Grimstens och Hardemo häraders valkrets | Andrakammarvalet i Sverige 1896: Edsbergs, Grimstens och Hardemo häraders valkrets | Andrakammarvalet i Sverige 1896: Edsbergs, Grimstens och Hardemo häraders valkrets |
| Kandidat                                                                           | Kandidat                                                                           | Röster                                                                             | Röster                                                                             | Röster                                                                             |
| Kandidat                                                                           | Kandidat                                                                           | Antal                                                                              | %                                                                                  | +− %                                                                               |
| ---------------------------------------------------------------------------------- | ---------------------------------------------------------------------------------- | ---------------------------------------------------------------------------------- | ---------------------------------------------------------------------------------- | ---------------------------------------------------------------------------------- |
|                                                                                    | Edvard Hedin                                                                       | 447                                                                                | 60,0                                                                               |                                                                                    |
|                                                                                    | Olof Erikson                                                                       | 297                                                                                | 39,9                                                                               | ▼3,6                                                                               |
|                                                                                    | Övriga kandidater                                                                  | 1                                                                                  | 0,1                                                                                |                                                                                    |
| Antal giltiga röster                                                               | Antal giltiga röster                                                               | 745                                                                                |                                                                                    |                                                                                    |
| Kasserade röster                                                                   | Kasserade röster                                                                   | 4                                                                                  |                                                                                    |                                                                                    |
| Totalt                                                                             | Totalt                                                                             | 749                                                                                |                                                                                    |                                                                                    |

- Valdeltagandet var 60,4%.

### 1899
| Andrakammarvalet i Sverige 1899: Edsbergs, Grimstens och Hardemo häraders valkrets | Andrakammarvalet i Sverige 1899: Edsbergs, Grimstens och Hardemo häraders valkrets | Andrakammarvalet i Sverige 1899: Edsbergs, Grimstens och Hardemo häraders valkrets | Andrakammarvalet i Sverige 1899: Edsbergs, Grimstens och Hardemo häraders valkrets | Andrakammarvalet i Sverige 1899: Edsbergs, Grimstens och Hardemo häraders valkrets |
| Kandidat                                                                           | Kandidat                                                                           | Röster                                                                             | Röster                                                                             | Röster                                                                             |
| Kandidat                                                                           | Kandidat                                                                           | Antal                                                                              | %                                                                                  | +− %                                                                               |
| ---------------------------------------------------------------------------------- | ---------------------------------------------------------------------------------- | ---------------------------------------------------------------------------------- | ---------------------------------------------------------------------------------- | ---------------------------------------------------------------------------------- |
|                                                                                    | Edvard Hedin                                                                       | 448                                                                                | 59,6                                                                               | ▼0,4                                                                               |
|                                                                                    | Olof Erikson                                                                       | 303                                                                                | 40,3                                                                               | ▲0,4                                                                               |
|                                                                                    | Övriga kandidater                                                                  | 1                                                                                  | 0,1                                                                                |                                                                                    |
| Antal giltiga röster                                                               | Antal giltiga röster                                                               | 752                                                                                |                                                                                    |                                                                                    |
| Kasserade röster                                                                   | Kasserade röster                                                                   | 4                                                                                  |                                                                                    |                                                                                    |
| Totalt                                                                             | Totalt                                                                             | 756                                                                                |                                                                                    |                                                                                    |

Valet ägde rum den 31 augusti 1899. Valdeltagandet var 56,4%.

### 1902
| Andrakammarvalet i Sverige 1902: Edsbergs, Grimstens och Hardemo häraders valkrets | Andrakammarvalet i Sverige 1902: Edsbergs, Grimstens och Hardemo häraders valkrets | Andrakammarvalet i Sverige 1902: Edsbergs, Grimstens och Hardemo häraders valkrets | Andrakammarvalet i Sverige 1902: Edsbergs, Grimstens och Hardemo häraders valkrets | Andrakammarvalet i Sverige 1902: Edsbergs, Grimstens och Hardemo häraders valkrets |
| Kandidat                                                                           | Kandidat                                                                           | Röster                                                                             | Röster                                                                             | Röster                                                                             |
| Kandidat                                                                           | Kandidat                                                                           | Antal                                                                              | %                                                                                  | +− %                                                                               |
| ---------------------------------------------------------------------------------- | ---------------------------------------------------------------------------------- | ---------------------------------------------------------------------------------- | ---------------------------------------------------------------------------------- | ---------------------------------------------------------------------------------- |
|                                                                                    | Olof Erikson                                                                       | 486                                                                                | 48,3                                                                               | ▲8,0                                                                               |
|                                                                                    | Edvard Hedin                                                                       | 398                                                                                | 39,6                                                                               | ▼20,0                                                                              |
|                                                                                    | Per Nilsson (nykt.)                                                                | 120                                                                                | 11,9                                                                               |                                                                                    |
|                                                                                    | Övriga kandidater                                                                  | 2                                                                                  | 0,2                                                                                |                                                                                    |
| Antal giltiga röster                                                               | Antal giltiga röster                                                               | 1,006                                                                              |                                                                                    |                                                                                    |
| Kasserade röster                                                                   | Kasserade röster                                                                   | 4                                                                                  |                                                                                    |                                                                                    |
| Totalt                                                                             | Totalt                                                                             | 1,010                                                                              |                                                                                    |                                                                                    |

Valet ägde rum den 3 september 1902. Valdeltagandet var 67,1%.

### 1905
| Andrakammarvalet i Sverige 1905: Edsbergs, Grimstens och Hardemo häraders valkrets | Andrakammarvalet i Sverige 1905: Edsbergs, Grimstens och Hardemo häraders valkrets | Andrakammarvalet i Sverige 1905: Edsbergs, Grimstens och Hardemo häraders valkrets | Andrakammarvalet i Sverige 1905: Edsbergs, Grimstens och Hardemo häraders valkrets | Andrakammarvalet i Sverige 1905: Edsbergs, Grimstens och Hardemo häraders valkrets |
| Kandidat                                                                           | Kandidat                                                                           | Röster                                                                             | Röster                                                                             | Röster                                                                             |
| Kandidat                                                                           | Kandidat                                                                           | Antal                                                                              | %                                                                                  | +− %                                                                               |
| ---------------------------------------------------------------------------------- | ---------------------------------------------------------------------------------- | ---------------------------------------------------------------------------------- | ---------------------------------------------------------------------------------- | ---------------------------------------------------------------------------------- |
|                                                                                    | Olof Erikson                                                                       | 606                                                                                | 58,9                                                                               | ▲10,6                                                                              |
|                                                                                    | Edvard Hedin (höger)                                                               | 423                                                                                | 41,1                                                                               | ▲1,5                                                                               |
| Antal giltiga röster                                                               | Antal giltiga röster                                                               | 1,029                                                                              |                                                                                    |                                                                                    |
| Kasserade röster                                                                   | Kasserade röster                                                                   | 1                                                                                  |                                                                                    |                                                                                    |
| Totalt                                                                             | Totalt                                                                             | 1,030                                                                              |                                                                                    |                                                                                    |

Valet ägde rum den 12 september 1905. Valdeltagandet var 63,5%.

### 1908
| Andrakammarvalet i Sverige 1908: Edsbergs, Grimstens och Hardemo häraders valkrets | Andrakammarvalet i Sverige 1908: Edsbergs, Grimstens och Hardemo häraders valkrets | Andrakammarvalet i Sverige 1908: Edsbergs, Grimstens och Hardemo häraders valkrets | Andrakammarvalet i Sverige 1908: Edsbergs, Grimstens och Hardemo häraders valkrets | Andrakammarvalet i Sverige 1908: Edsbergs, Grimstens och Hardemo häraders valkrets |
| Kandidat                                                                           | Kandidat                                                                           | Röster                                                                             | Röster                                                                             | Röster                                                                             |
| Kandidat                                                                           | Kandidat                                                                           | Antal                                                                              | %                                                                                  | +− %                                                                               |
| ---------------------------------------------------------------------------------- | ---------------------------------------------------------------------------------- | ---------------------------------------------------------------------------------- | ---------------------------------------------------------------------------------- | ---------------------------------------------------------------------------------- |
|                                                                                    | Olof Erikson                                                                       | 759                                                                                | 63,6                                                                               | ▲4,7                                                                               |
|                                                                                    | Edvard Hedin (höger)                                                               | 433                                                                                | 36,3                                                                               | ▼4,8                                                                               |
|                                                                                    | Övriga kandidater                                                                  | 1                                                                                  | 0,1                                                                                |                                                                                    |
| Antal giltiga röster                                                               | Antal giltiga röster                                                               | 1,193                                                                              |                                                                                    |                                                                                    |
| Kasserade röster                                                                   | Kasserade röster                                                                   | 6                                                                                  |                                                                                    |                                                                                    |
| Totalt                                                                             | Totalt                                                                             | 1,199                                                                              |                                                                                    |                                                                                    |

Valet ägde rum den 6 september 1908. Valdeltagandet var 63,7%.